# Ochicanthon hikidai
Ochicanthon hikidai là một loài bọ cánh cứng trong họ Bọ hung (Scarabaeidae).